# In-Young Ahn
In-Young Ahn es una científica surcoreana, conocida por ser la primera mujer de Corea del Sur en visitar la Antártida y la primera mujer asiática en ser líder de una  base antártica (Rey Sejong). Es una ecóloga de la zona béntica y actualmente se desempeña como investigadora principal para el Instituto Coreano de Investigación Polar.

## Educación
Ahn se graduó de la Universidad Nacional de Seúl en 1982 como bióloga oceanográfica y se doctoró en oceanografía costera en la Universidad Estatal de Nueva York en Stony Brook en 1990. Ahn comenzó su investigación en el Instituto Coreano de Investigación Polar en julio de 1991.

## Carrera e impacto
Ahn estuvo a cargo de un programa de monitoreo ambiental en la Base Rey Sejong entre 1996 y 2011, y realizó mediciones en terreno para obtener datos necesarios para designar una Zona Antártica Especialmente Protegida (ZAEP #171) cercana a la base coreana. Ahn actuó como representante y Punto Nacional de Contacto en el comité de las reuniones consultivas para el Tratado Antártico Reuniones Consultivas entre 1997 y 2014, hasta que  fue designada a cargo de la temporada de invierno. Ahn fue vicepresidenta del Instituto Coreano de Investigación Polar entre mayo de 2010 y junio de 2012. También sirvió como vicepresidenta de la Sociedad Coreana de Oceanografía en 2010 –2011, y la Federación Coreana de Asociaciones Científicas y Técnicas de Mujeres en 2014 y 2015. Fue líder de la 28º expedición surcoreana (2015) en la Base Rey Sejong, donde fue jefa de estación.
Ahn investiga la ecología béntica de la Antártida, con especial interés en los invertebrados, así como ecosistemas costeros antárticos. Estudió la almeja antártica Laternula elliptica, un bivalvo marino predominante en el continente antártico. La investigación actual de Ahn incluye estudios del impacto de los movimientos de los glaciares en las comunidades bénticas cercanas a la Base Rey Sejong. 
Actualmente es profesora adjunta en la Universidad de Ciencia y Tecnología de Corea, e investigadora principal en el Instituto Polar Coreano, que forma parte del Instituco de Ciencia y Tecnología Marina.

## Premios y honores
En 2001, el gobierno surcoreano le otorgó una Medalla al Mérito en Ciencia y Tecnología por sus logros en la investigación antártica. Recibió también una Moción de Honor del Ministerio de Medio Ambiente de Corea del Sur en junio de 2008 por su contribución a la designación de la Zona Antártica Especialmente Protegida #171 cerca de la Base Rey Sejong. En 2016 recibió el Premio del Primer Ministro en reconocimiento de su papel como líder de la Base Rey Sejong.